# Джулі Вінтер Гансен
Джулі Марі Вінтер Гансен (20 липня 1890 — 27 липня 1960) — данська астрономка. Планета 1544 Vinterhansenia, відкрита фінською астрономкою Люсі Отерма в 1940-х, названа на її честь.

## Життя
Вінтер Гансен народилася в Копенгагені, Данія.
Під час навчання в Копенгагенському університеті, у 1915 році, була призначена «комп'ютером» в обсерваторії університету. У доелектронну епоху комп'ютерами були люди, які працювали за допомогою ручних розрахунків. Вона стала першою жінкою, яка займала цю посаду в університеті. Пізніше призначена помічницею обсерваторії, а в 1922 році спостерігачкою.
Джулі Вінтер Гансен померла в 1960 році від серцевої недостатності за кілька днів до виходу на пенсію, у своєму улюбленому місці відпочинку, швейцарському гірському селі Мюррен, похована в Копенгагені. 

## Кар'єра
Вінтер Гансен була дуже енергійною працівницею, водночас з повсякденною роботою з астрономічних спостережень та математичних розрахунків редагуючи Nordisk Astronomisk Tidsskrift (Nordic Astronomy Review). Пізніше стала директоркою телеграмного бюро Міжнародного астрономічного союзу та його періодичних видань.
У 1939 році Вінтер Гансен була першою астрономкою в обсерваторії Копенгагенського університету, яка зуміла зробити точні обчислення орбіт дрібних планет і комет.
У 1939 році отримала премію Tagea Brandt Rejselegat, що надається жінкам, які зробили великий внесок у мистецтво або науку. З коштами премії (10 000 крон або 160 000 доларів США) Гансен здійснила поїздку від США до Японії і назад. У 1940 році початок Другої світової війни змінив її плани на подорож, і вона повернулася додому.
Джулі Гансен отримувала стипендію Мартіна Келлога в Університеті Каліфорнії, що дозволило їй деякий час проживати й працювати в США. В 1940 році вона була удостоєна премії Енні Дж. Кеннон в галузі астрономії. Нагороджена Лицарським Орденом Даннеброга у 1956 році і продовжувала кар'єру в Копенгагенському університеті до 1960 року.

## Нагороди
- Tagea Brandt Rejselegat
- Стипендія Мартіна Келлога
- Лицарка Ордена Даннеброга

## Подальше читання
- Джулі Вінтер Гансен Документи, університетська бібліотека, UC Santa Cruz [Архівовано 8 листопада 2018 у Wayback Machine.]